# Program Środowiskowy Organizacji Narodów Zjednoczonych
Program Środowiskowy Organizacji Narodów Zjednoczonych, również Program Organizacji Narodów Zjednoczonych ds. Środowiska, (ang. United Nations Environment Programme, UNEP) – agenda ONZ powołana rezolucją Zgromadzenia Ogólnego ONZ nr 2997 z 16 grudnia 1972 roku w celu prowadzenia przez ONZ działań w zakresie ochrony środowiska i stałego monitorowania jego stanu na świecie. Siedziba UNEP mieści się w Nairobi, stolicy Kenii.
Program:
- zdrowie a środowisko;
- ekosystemy lądowe;
- środowisko a rozwój;
- oceany;
- klęski naturalne.